# Robert Anton Wilson
Robert Anton Wilson (narozen jako Robert Edward Wilson, 18. ledna 1932 – 11. ledna 2007) byl americký spisovatel, filosof, esejista, vydavatel, dramatik, futurista a stoupenec libertinismu. Sám sebe popisuje jako agnostického mystika.

## Život
Wilson se narodil jako Robert Edward Wilson v Methodistické nemocnici, v Brooklynu v New Yorku, první roky života strávil v úzké komunitě Flatbush, později se s rodinou přestěhoval do Gerritsen Beach, kde žil do 13 let. Trpěl dětskou obrnou a prošel úspěšnou léčbou tzv. metodou Elizabeth Kennyové, která byla tehdy lékařskou společností American Medical Association zakázána. Léčbou také prošel známý herec Alan Alda. Určité následky - malé záchvaty záškubů trápily Wilsona celý život, příležitostně užíval hůl do roku 2000, kdy utrpěl velký záchvat a dále až do smrti trpěl post-polio syndromem.
Wilson navštěvoval katolickou základní školu, pak Brooklyn Technical High School, kde se osvobodil z vlivu katolické církve. Pracoval jako řidič záchranné služby a navštěvoval New York University, kde studoval technické vědy a matematiku.
Pracoval jako technik, obchodník, reklamní textař, a redaktor časopisu Playboy (1965 - 1971).
Po otci své matky přijal jako umělecký pseudonym jméno Anton, tvrdil, že si jméno Edward nechává až se proslaví velkým americkým románem, ale v literatuře je natrvalo zapsán pod jménem "Robert Anton Wilson". V roce 1979 získal titul Ph.D. z psychologie na Paideia University in California , což byla neakreditovaná instituce. Wilson přepracoval svou disertační práci a vydal ji v roce 1983 jako Prometheus Rising.V roce 1993 občané města Santa Cruz v Kalifornii vyhlásili 23. červen za Den Roberta Antona Wilsona.
Wilson se oženil se spisovatelkou Arlen Riley  v roce 1958; měli čtyři děti, Christina, Graham, Alexandra. Patricia, nejmladší dcera, známá jako Luna byla zabita při loupeži v obchodě, kde pracovala v roce 1976 ve věku 15 let. Stala se první osobou, jejíž mozek byl uchován Bay Area Cryonics Society  pro výzkumné účely. Manželka zemřela na infarkt v roce 1999.
Robert Anton Wilson v posledních letech trpěl finančními problémy, získal podporu různých institucí, zemřel klidně dne 11. ledna 2007, jeho popel byl po kremaci rozptýlen na stejné místo jako popel manželky na Santa Cruz Beach Boardwalk v Santa Cruz, stát Kalifornie.
Posmrtnou poctu Wilsonovi připravili duo Coldcut a DJ Mixmaster Morris, akce proběhla v Londýně jako část "Ether 07 Festival" v Queen Elizabeth Hall 18. března 2007. Účastnili se spisovatel Ken Campbell, skotský hudebník Bill Drummond a tvůrce komiksů Alan Moore.

## Citáty
Wilson popisuje své dílo jako "Pokus změnit zavedené asociace, dívat se na svět novým pohledem s mnoha modely, které lze chápat jako modely nebo mapy a ne jako jeden způsob cesty, která vede k pravdě." 
"Můj cíl je zkusit dovést lidstvo k všeobecnému agnosticismu, ne jen k agnosticismu k bohu, ale ke všemu." 